# Territoire de Belfort
Territoire de Belfort (wymowaⓘ, teʀiˌtwaʀdəbɛlˈfɔːʀ) – francuski departament położony w regionie Burgundia-Franche-Comté. Departament oznaczony jest liczbą 90. Ośrodkiem administracyjnym (prefekturą) i największym miastem departamentu jest Belfort.
Jest to jeden z najmniejszych departamentów Francji, zajmujący powierzchnię 609 km². W 2012 roku zamieszkany był przez 142 911 osób (234 os./km²).
W 2023 roku w skład departamentu wchodziło 101 gmin (lista).

## Historia
W 1790 roku, w momencie wprowadzenia podziału Francji na departamenty obszar ten znalazł się w granicach departamentu Górny Ren. Podpisany w 1871 roku traktat pokojowy we Frankfurcie, kończący wojnę francusko-pruską, zobowiązywał Francję m.in. do przekazania Niemcom Alzacji, której Górny Ren był częścią. Strona francuska wynegocjowała zachowanie przez Francję niewielkiego obszaru obejmującego miasto Belfort i okolice. Zadecydowały o tym m.in. względy językowe (obszar ten był francuskojęzyczny, podczas gdy większość Alzacji – niemieckojęzyczna), jak i heroizm jakim wykazali się podczas wojny obrońcy Belfortu. Po wojnie obszar formalnie nadal traktowany był przez władze Francji jako nieokupowana część departamentu Górny Ren, a powrót utraconych obszarów traktowano jako kwestię czasu. Faktycznie Francja odzyskała Alzację w następstwie I wojny światowej (1914–1918). Terytorium Belfortu nie weszło jednak w skład odtworzonego departamentu Górny Ren, lecz w 1922 roku ustanowiono samodzielnym departamentem, za czym przemawiały zarówno względy demograficzno-gospodarcze (liczbą ludności dorównywał niektórym innym departamentom), jak i symbolika patriotyczna.

## Miejscowości
Największe miejscowości departamentu (w nawiasach liczba ludności w 2021 roku):

- Belfort (45 155)
- Delle (5680)
- Valdoie (5236)
- Beaucourt (5005)
- Bavilliers (4595)
- Offemont (4109)
- Danjoutin (3541)
- Essert (3348)
- Grandvillars (2978)
- Giromagny (2908)
- Châtenois-les-Forges (2616)
- Évette-Salbert (2026)
- Cravanche (1928)
- Bourogne (1792)
- Chèvremont (1569)
- Rougemont-le-Château (1486)
- Joncherey (1427)
- Meroux-Moval (1405)
- Étueffont (1394)
- Bessoncourt (1297)
- Trévenans (1286)
- Méziré (1281)
- Pérouse (1199)
- Chaux (1179)
- Montreux-Château (1174)
- Andelnans (1153)
- Lepuix (1127)
- Morvillars (1083)
- Roppe (1043)
- Vézelois (1003)